# Societatea Politehnica
Societatea Politehnica din România este o organizație durabilă a inginerilor. Din anul 1883 societatea a fost recunoscută de utilitate publică.

## Istoric
Societatea Politehnica din România, prima societate durabilă a inginerilor, a fost întemeiată la 6/18 decembrie 1881, sub președinția colonelului ing. Ștefan Fălcoianu, director general al Căilor Ferate Române, care studiase la Paris ingineria și Școala de Stat Major. Fondarea societății fusese decisă la 18/30 octombrie 1881, cu ocazia inaugurării, în prezența regelui Carol I, a primei căi ferate Buzău–Mărășești, proiectată și realizată în întregime de ingineri români.
Ședința inaugurală a societății s-a desfășurat în sala de așteptare a clasei I din Gara de Nord, în prezența a 34 de membri, care l-au desemnat ca președinte pe inginerul inspector general Dimitrie Frunză, fostul director al construcției liniei ferate Buzău–Mărășești. Prin decret regal, la 25 ianuarie 1882, Societatea Politehnica a fost recunoscută de utilitate publică, iar prin legea promulgată la 9 martie 1883, a fost declarată persoană juridică. 
La înființare, societatea avea 52 de membri, între care profesorii Spiru Haret, Miltiade Tzony, sau coloneii J. Lahovary, N. Dabija, Gheorghiu. La începutul anului 1885, aceasta număra 135 de membri, iar ulterior numărul acestora a crescut, ajungând la 400 de membri în anul 1893, când președinte era Anghel Saligny.

## Personalități
Printre personalitățile care au prezidat și au activat în Societatea Politehnica se numără: Nicolae Dabija, Ștefan Fălcoianu, Dimitrie Frunză Olănescu, I. G. Cantacuzino, Gheorghe I. Duca, Anghel Saligny, Elie Radu, Dimitrie Sturdza, Grigore Cazimir, Teodor Dragu, Ion I.C. Brătianu, Vintilă Brătianu, Spiru Haret, Constantin Istrati, Gheorghe Țițeica, Ion Ionescu, Traian Lalescu, Aurel Vlaicu.
Societatea Politehnica împreună cu AGIR și-au desfășurat activitatea în paralel până în 1949, când au fuzionat sub denumirea de Asociația Științifică a Tehnicienilor (AST), președinte fiind academicianul Nicolae Profiri.